# 17140 Yangkevin
17140 Yangkevin è un asteroide della fascia principale. Scoperto nel 1999, presenta un'orbita caratterizzata da un semiasse maggiore pari a 2,166884 UA e da un'eccentricità di 0,086552, inclinata di 7,801954° rispetto all'eclittica.